# The Cat and the Moon
The Cat and the Moon ist ein Filmdrama von Alex Wolff, das am 31. Juli 2019 beim San Antonio Film Festival seine Weltpremiere feierte. Ab Ende Oktober 2019 soll er in ausgewählte US-Kinos kommen und gleichzeitig bei iTunes, Amazon Prime Video und Google Play sowie bei den wichtigsten Kabel- und Satellitenanbietern in den USA zum Verkauf und Verleih angeboten.

## Handlung
Während seine Mutter in der Reha behandelt wird, kommt der Teenager Nick bei Cal in New York unter, einem Freund seines verstorbenen Vaters. Während seines Aufenthalts findet er Freunde, die ihm zeigen, was die Stadt zu bieten hat.

## Produktion
Der Sänger, Komponist und Schauspieler Alex Wolff gibt mit The Cat and the Moon sein Spielfilmdebüt als Regisseur und Drehbuchautor.
Die Rechte für den Film in Nordamerika sicherte sich FilmRise. Der Film feierte am 31. Juli 2019 beim San Antonio Film Festival seine Weltpremiere. Die Vorstellung eines ersten Trailers erfolgte Anfang Oktober 2019. Der Film wird am 25. Oktober 2019 in ausgewählte Kinos in New York und Los Angeles kommen und gleichzeitig bei iTunes, Amazon Prime Video und Google Play sowie bei den wichtigsten Kabel- und Satellitenanbietern in den USA zum Verkauf und Verleih angeboten.